# داء الليستريات
داء اللِّيسْتَرِيّات الليسترية (Listeria) يطلق عليه أيضا مرض الدوران هي جرثومة تسبب الشعور باضطراب معدي ناجم عن تناول أطعمة ملوثة بجرثومة الليستيرية المستوحدة (Listeria monocytogenes). عند النساء الحوامل، قد تؤدي الإصابة بالجرثومة إلى الولادة المبكرة، أو إلى تلوث حاد لدى الجنين، أو حتى إلى ولادة جنين ميت.

## الأسباب
يسببه جرثومة تسمى الليسترية المستوحدة Listeria monocytogenes وتنتقل حينما تتنفس أو تأكل الأغنام مواد ملوثة ب لميكروب وقد يؤدي إلى الإجهاض عند الحوامل بينما إذا دخل الميكروب عن طريق التنفس أو العين تظهر حالات عصبية.
تصيب بكتيريا الليسترية في الغالب النساء الحوامل، المواليد الجدد، وكبار السن الذين يعانون من ضعف في جهاز المناعة، كما يمكن أن يصاب بعدوى بكتيريا الليستيرية أيضاً أشخاص وأطفال معافون ولكن غالباً ما تتطور لديهم أعراض طفيفة فقط.
قد يولد أطفال وهم مصابون بجرثومة الليستيرية إذا كانت الأم قد تناولت أطعمة ملوثة بهذه الجرثومة خلال أشهر الحمل.
أسباب وعوامل خطر داء الليستريات:
تتواجد جرثومة الليسترية في المياه وفي التربة مما يؤدي لتلوث الخضروات من التربة، أو من استخدام السماد الذي يُنتج من روث الحيوانات.
يمكن ان تقوم الحيوانات بنقل البكتيريا والتسبب بحدوث التلوث في منتجات اللحوم ومنتجات الألبان.
ومن الممكن حدوث التلوث في الاغذية المصنعة، مثل الاجبان واللحوم الباردة، بعد عملية إنتاجهاو منتجات الحليب التي لم تخضع لعملية البسترة،
أو المنتجات الغذائية المنتجة من حليب غير مبستر، قد تكون ملوثة بالبكتيريا.

## الأعراض
يظهر المرض بعدة أشكال منها:
- الإجهاض ويمكن الكشف على الميكروب بزرعه من الأجنة المجهضة.
- أعراض عصبية سرعان ما تظهر حيث تكون الوفاة بعد 4 – 48 ساعة بعد ظهور الأعراض وهي عبارة عن الدوران في دائرة في اتجاه واحد – ارتفاع درجة الحرارة.
- الامتناع عن الأكل: تظهر أعراض المرض على أكثر من 20% من أفراد المجتمع.
- ارتفاع درجة حرارة الجسم، اضطراب معدي، آلام في العضلات والشعور بالغثيان أو القيء.
- في حالة انتشار التلوث وانتقاله إلى الجهاز العصبي، قد تظهر أعراض مثل: الصداع، التصلب في (مؤخرة الرقبة)، الشعور بالارتباك، فقدان التوازن، أو ظهور نوبات اختلاج (Convulsion)، فضلا عن الاضطراب المعدي الحاد. تعاني النساء الحوامل، عادة، من أعراض خفيفة مماثلة لتلك الأعراض التي تظهر لدى الإصابة بمرض الإنفلونزا.

## التشخيص
يتم تشخيص الإصابة بجرثومة الليسترية اعتمادا على التاريخ الطبي للمريض واجراء الفحص الجسدي. يقوم الطبيب بطرح اسئلة حول الأعراض التي لاحظها المريض وشعر بها وعن المنتجات الغذائية المختلفة التي استهلكها مؤخرا وعن بيئة العمل والمنزل. إجراء فحص دم أو اختبار البزل القطني (LP - Lumbar puncture).

## العلاج
لا يوجد حاجة، غالبا، إلى معالجة داء الليستريات لدى ظهوره عند شخص يتمتع بحالة صحية سليمة، بشكل عام، وعند سيدة معافاة وليست حاملا. فعادة ما تختفي أعراض المرض بعد بضعة اسابيع.لكن إذا كانت المراة حاملا ومصابة بداء الليستريات، فان تناولها المضادات الحيوية من شانه ان يمنع، في معظم الأحيان، انتقال العدوى إلى الجنين. يمكن للاطفال الرضع الذين يصابون بعدوى بكتيريا الليستيرية تلقي المضادات الحيوية ذاتها التي توصف للبالغين.يعطى، عادة، مزيج من أنواع مختلفة من المضادات الحيوية، إلى ان يتمكن الطبيب المعالج من تحديد التشخيص النهائي بصورة قاطعة.اما بالنسبة للحيوانات فلا يوجد هناك علاج لهذا الداء.

## وصلات خارجية
- CDC Listeriosis site